# Що трапилось минулої ночі
«Що трапилось минулої ночі» («About Last Night») — американська романтична комедійна драма 1986 року, знята режисером Едвардом Цвіком, з Демі Мур і Робом Лоу у головних ролях.

## Сюжет
У центрі сюжету художнього фільму «Що трапилось минулої ночі» — життя звичайних молодих мешканців великого мегаполісу Денні та Деббі. Мила, симпатична дівчина Деббі, як і багато хто, мріє знайти свою другу половинку, кохати і бути коханою, будувати спільне життя. Красень Денні ж ніколи не хотів серйозних відносин тому цілком задоволений своїм вільним життям з короткими романами і випадковими зв'язками.
Доля зіштовхує молодих людей разом і незабаром Денні розуміє, що не хоче відпускати милу Дебі. Однак, спільне проживання під одним дахом, впізнавання звичок та секретів один одного, а так само дрібні сварки на побутовому ґрунті призводять до краху любовних стосунків і тоді обидвоє змушені прийняти важливе та правильне рішення.

## У ролях
- Демі Мур — Деббі
- Роб Лоу — Денні Мартін
- Джеймс Белуші — Берні Літго
- Елізабет Перкінс — Джоан
- Джордж Діченцо — містер Фавіо
- Майкл Олдредж — Мелоун
- Робін Томас — Стів Карлсон
- Меган Муллалі — Пет
- Патриція Дафф — Леслі
- Розанна Десото — місіс Лайонс
- Саті Паркер — Кері
- Джо Греко — Гас
- Ада Маріс — Карієн
- Ребекка Артур — Крістал
- Тім Казурінскі — Колін
- Кевін Бурланд — Айра
- Шарлотта Майєр — Меджі
- Марджорі Бренсфілд — Глорія
- Кімберлі Пістоун — дівчина в барі
- Раффі Ді Блезіо — епізод
- Дон Арнеманн — Руті
- Стівен Екхолдт — чоловік у барі
- Донна Гіббонс — Алекс
- Кетрін Кінер — рознощиця коктейлю
- Джеймс Колл — епізод
- Джон Річард Пітерсен — епізод

## Знімальна група
- Режисер — Едвард Звік
- Сценаристи — Тім Казурінскі, Деніза Деклю, Девід Мамет
- Оператор — Ендрю Дінтенфасс
- Композитор — Майлз Гудман
- Художник — Іда Рандом
- Продюсери — Е. Даррел Халленбек, Арнольд Стіфел